# Teodor Monteys
Teodor Monteys   (Ripollet, 1895 - segle XX) va ser un ciclista català que va córrer entre 1921 i 1929. Durant la seva carrera esportiva aconseguí diferents victòries, entre elles 2 etapes de la Volta a Catalunya i una Volta a Cantàbria.
Els seus conciutadans ja li van retre un homenatge el 1925, i encara l'any 1959 participava en algun acte benèfic.

## Palmarès
- 1920
  - 1r a les 6 Hores de Gavà a l'americana (amb Narciso Peña)
  - 1r al Campionat de Sant Andreu (del "Sport Ciclista Andresense")
- 1921
  - 1r a la Cursa d'Homenatge a Josep Prat (Badalona)
  - 1r al Campionat de Sant Andreu
  - 3r al Campionat de Catalunya
- 1922
  - 1r al Campionat de Gràcia
  - 1r al Campionat de Sants
  - 1r a la Cursa de Manresa
  - 1r a la Cursa de mig fons de Badalona
  - 4t al Campionat d'Espanya en ruta
- 1923
  - 1r al Campionat de Gràcia
  - 1r al Campionat de Sants
  - 1r Cursa de la Festa Major de Mollet
  - 1r a la Barcelona-Manresa-Barcelona
- 1924
  - Vencedor de la segona etapa de la Volta a Catalunya i 2n a la classificació general
  - 1r al Campionat de Gràcia
  - 2n al Campionat de Catalunya
  - 3r al Campionat d'Espanya en ruta
  - 7è a la Volta al País Basc i 1r corredor estatal
- 1925
  - 1r a la Volta a Cantàbria i vencedor d'una etapa etapa
  - Vencedor de la tercera etapa de la Volta a Catalunya i 3r a la classificació general
  - 1r a Mollet
  - 1r a la Barcelona - Manresa - Barcelona (Campionat de Sants-Trofeu Penya Rhin)